# Oakland (comté de Cambria, Pennsylvanie)
Pour les articles homonymes, voir Oakland.
Oakland est une census-designated place située dans le comté de Cambria, dans l’État de Pennsylvanie, aux États-Unis. Lors du recensement de 2020, elle compte 1 481 habitants.